# Hanno Pevkur
Hanno Pevkur, né le 2 avril 1977 à Iisaku, est un homme politique estonien, membre du Parti de la réforme (ERE).
Il est ministre de l'Intérieur et des Affaires régionales entre le 26 mars 2014 et le 23 novembre 2016 puis ministre de la Défense depuis le 18 juillet 2022.

## Biographie

### Formation
Il achève ses études secondaires en 1995 à Järva-Jaani, et intègre l'école de sciences économiques de Tallinn, dont il ressort diplômé en droit en 1998.
Entre 1998 et 1999, il occupe un poste de conseiller juridique auprès des municipalités de Järva-Jaani, Koeru et Kareda. À partir de 1999, il exerce, pour un an, le métier d'avocat.
En 2000, il obtient son master de droit de l'université de Tartu.
La même année, il devient juriste auprès du district de Nõmme, dans la ville de Tallinn, puis il est secrétaire administratif jusqu'en 2003.

### Vie politique
En 2000, il adhère au Parti de la réforme (ER) de Siim Kallas.
Nommé chef du district de Nõmme en 2003, il est désigné adjoint au maire de Tallinn pour l'Éducation, la Culture et les Sports deux ans plus tard. Il quitte cette fonction presque aussitôt pour devenir conseiller du ministre de la Justice, Rein Lang. En octobre 2005, il est élu président du conseil de district de Nõmme et vice-président de la commission des Affaires juridiques du conseil municipal de Tallinn. Il est élu député au Riigikogu lors des élections législatives du 4 mars 2007 et abandonne tous ses mandats locaux.
Le 23 février 2009, Hanno Pevkur est nommé ministre des Affaires sociales dans le second gouvernement d'Andrus Ansip. Reconduit dans le gouvernement Ansip III en 2011, il devient ministre de la Justice le 10 décembre 2012. Il devient ministre de l'Intérieur et des Affaires régionales dans le gouvernement de Taavi Rõivas formé le 26 mars 2014.
Le 7 janvier 2017, il succède à Taavi Rõivas comme président du Parti de la réforme. Kaja Kallas le remplace à la tête du parti en avril 2018.
Le 23 octobre 2017, il est élu vice-président du Parlement, en remplacement de Taavi Rõivas, qui a démissionné en raison d'accusations de harcèlement sexuel.
Le 18 juillet 2022, il est nommé ministre de la Défense, fonction qu'il exerce dans les gouvernements Kaja Kallas II et III, puis dans le gouvernement de Kristen Michal. Du 11 au 25 mars 2025, il assure l'intérim du ministère de l'Intérieur et des Affaires régionales après la démission de Lauri Läänemets.